# Теория богатства медиавозможностей
Теория богатства медиавозможностей (англ. Media Richness Theory, сокращённо MRT) — это теория организации коммуникации, объясняющая взаимосвязь между содержанием передаваемого сообщения и средством коммуникации, через которое передается данное сообщение. Согласно теории богатства медиавозможностей, эта взаимосвязь является прямо пропорциональной, то есть чем многозначнее и сложнее для понимания и интерпретации передаваемое сообщение (т.н. коммуникативная задача), тем более богатым по своим возможностям должно быть избранное средство коммуникации.
Теория была разработана Ричардом Дафтом и Робертом Ленгелем в 1986 году.

## Предыстория

### Теория информационных возможностей
Теория богатства медиавозможностей основана на теории богатства информационных возможностей Дафта и Ленгеля (Information richness theory, 1984).  Изначально они изучают коммуникацию на рабочем месте и ее модели в организации, а также различные типы коммуникации для определенных целей организации. В основе теории богатства информационных возможностей лежит положение о том, что полнота получаемой информации зависит от метода ее получения. В итоге, Дафт и Ленгель приходят к выводу, что нет универсальных средств связи, которые подошли бы для выполнения любой коммуникативной задачи.
Богатство возможностей (richness) они определяют, как «потенциальную вместимость данных во время передачи информации». Следовательно, средства коммуникации определяют богатство представленной информации.

## Сущность теории богатства медиавозможностей
Теория богатства медиавозможностей (1986) расширяет теорию информационных возможностей Дафта и Ленгеля (1984) и вводит новые понятия. Два ее основных предположения:
1. в ходе коммуникации люди пытаются преодолеть двусмысленность (equivocality) и неуверенность (uncertainty)
2. определенные средства связи и передачи информации работают лучше для определённых типов коммуникации

Выбор средства связи, согласно теории, делится на три типа. Выбор является эффективным, когда богатство возможностей выбранного средства коммуникации соответствует сложности задачи. Если коммуникативная задача слишком проста для данного средства связи, то теория описывает этот выбор как «усложнение» (overcomplication), что приводит к двусмысленности в понимании сообщения. В противном случае происходит «упрощение» (oversimplification), и возникает проблема обратной связи.

### Понятие двусмысленности в теории
При решении поставленной коммуникативной задачи необходимо понизить уровень неуверенности (найти правильный ответ на вопрос) или двусмысленности (определить правильный вопрос, ответ на который следует найти). Согласно теории богатства медиавозможностей, чем богаче средство коммуникации, тем больше оно приспособлено к устранению двусмысленности. Наименее богатые средства связи, наоборот, предназначены, согласно теории, для устранения неуверенности.
Из этого положения теории следует, что различные методы коммуникации должны использоваться в зависимости от богатства их возможностей, основываясь на том, представлена ли в ситуации неуверенность или двусмысленность.

### Четыре характеристики средств коммуникации
Определение богатства возможностей средства коммуникации, согласно теории, происходит в соответствии с четырьмя критериями:
1. Возможность мгновенной обратной связи: коммуникация считается завершенной, когда на переданное сообщение поступает реакция в виде обратной связи. Обратная связь также может показать, правильно ли было понято сообщение. Наличие обратной связи позволяет мгновенно исправить ошибки при передаче сообщения[6].
2. Способность передавать различные типы сообщений: информация может передаваться в разной форме, например, в виде текстового, аудио и/или видео сообщения. Чем больше типов задействовано при передаче сообщения, тем больше информации дойдет до получателя сообщения.
3. Многообразие используемых языков: Дафт и Ленгель подразделяют языки на два типа: высокой и низкой степени разнообразия[7]. Языки, обладающие высокой степенью разнообразия, не ограничены в использовании символов, передают широкий спектр идей и открыты для интерпретации, к ним относятся, например, естественные языки, музыка или искусство. Языки с низким разнообразием включают в себя ограничивающие символы, передают более узкий спектр идей, являются фактическими и не открыты для интерпретации (как, например, математика или статистика). Более богатыми средствами коммуникации, согласно теории, будут являться те, которые используют языки высокой степени разнообразия.
4. Фокусирование медиа на личности: каждый канал коммуникации имеет разную степень фокусирования на человеке. Таким образом, чем больше этот фокус, то есть если средство связи может передать, например, личные чувства или эмоции, тем больше информации в сообщении будет передано.

Чем больше из выше перечисленных характеристик наблюдается у канала коммуникации, тем более он богат по своим возможностям. Соответственно, можно выделить следующие типы коммуникации: личное общение (face-to-face), коммуникация посредством визуальных, аудиальных или текстовых средств.

### Градация богатства средств коммуникации
Дафт и Ленгель предлагают пятиуровневую структуру богатых по коммуникационным возможностям средств связи, где они распределены в соответствии с их богатством от самого высокого (личная коммуникация, face-to-face communication) до самого низкого (формальная текстовая запись). Шкала также основывалась на возможностях получения ответа, использованных в каналах связи, источнике информации и использованном языке.
Личное общение (face-to-face) в этом смысле является более предпочитаемой формой коммуникации, чем письменная, поскольку устное общение в целом позволяет моментально реагировать на сообщение. Важность устной коммуникации подчеркивается еще и влиянием на нее невербальных сигналов: визуальный контакт, телодвижения, выражения лица передают некий смысл помимо вербального сообщения. Согласно исследованию профессора психологии Калифорнийского университета Лос-Анджелеса Альберта Мейерабиана о сравнении вербального и невербального общения и межличностной коммуникации, лишь 7% содержания передается при помощи вербального языка, а остальные 93% приходятся на невербальные средства (38% на голос и интонации, а 55% - на выражения лица).
Сегодня по возрастанию богатства возможностей каналы коммуникации можно расположить следующим образом:
- текстовое сообщение
- не имеющие конкретного адресата документы
- письма и email-сообщения
- email-письма с вложениями/картинками
- голосовые сообщения
- телефон
- видеоконференция
- личное общение (face-to-face)

Каждый новый уровень добавляет в коммуникацию новые детали, а значит, увеличивает количество доставленной и понятой получателем сообщения информации.

## Применение теории
Сегодня теория богатства медиавозможностей является одной из наиболее популярных и часто используемых теорий компьютерно-опосредованной коммуникации, хотя она появилась до того, как интернет и электронные способы коммуникации вошли в повседневную жизнь.
Теория объясняет отношения между предметами, которые знакомы многим из повседневной жизни при использовании различных средств коммуникации.
Формальные положения теории применяются для того, чтобы иметь возможность предъявить определенные профессиональные и технические требования к коммуникационным системам в организации. Это относится в том числе к онлайн-образованию (E-Learning, Computer-Supported Cooperative Learning).
Менее богатыми по своим возможностям являются письма или e-mail. Они могут использоваться для решения только простейших коммуникационных задач (таких, которые не предусматривают обсуждения или обратной связи).
Наиболее богатыми являются такие формы межличностной коммуникации, как диалог, встреча или семинар (воркшоп).

### Онлайн-образование
Теория богатства медиавозможностей нашла широкое применение в области онлайн-образования (e-learning), где, в частности, наименее богатым по возможностям будет применение текстового курса, не обладающего элементами синхронной коммуникации, а то время как синхронная видеоконференция или вебинар будет в условиях онлайн-обучения самым богатым на данный момент способом коммуникации.
Чем богаче доступная студентам и преподавателям технология, тем выше уровень удовлетворения коммуникацией между студентами и преподавателями, а также среди самих студентов.
Таким образом, в онлайн-обучении и онлайн-курсах предлагается задействовать одновременно несколько способов коммуникации со студентами, например, добавлять к традиционному заданию в текстовой форме разъяснение в виде аудио- или видео сообщения, аудиовизуального материала.

## Критика
Теория вызвала критику по двум положениям:
1. уровень богатства возможностей медиа остается неизменным вне зависимости от того, какой человек его использует (не учитывает человеческий фактор)
2. коммуникационные задачи могут иметь одновременно и степень неуверенности, и двусмысленности – тогда, согласно теории, невозможно выбрать между более или менее богатым каналом коммуникации

Предложенная Дафтом и Ленгелем модель вызвала критику тем, что четыре характеристики, заложенные в основу теории, подходят только для традиционных средств коммуникации, однако не отражают полностью связей в компьютерно-опосредованной коммуникации. Например, переписка по электронной почте не так четко вписывается в представленную модель, поскольку, хотя она и представляет собой только текстовую форму, что ставит ее в иерархии Дафта и Ленгеля достаточно низко, при условии, что участники переписки находятся в сети, она обеспечивает быструю ответную реакцию на сообщения, поэтому не может быть сравнима, например, с традиционными письмами.

### Теория синхронности медиа
В 1998 году Алан Р. Деннис и Сьюзан Кинни поставили под сомнение теорию богатства медиавозможностей, протестировав теоретические положения теории, в частности, в онлайн-среде. Теория богатства медиавозможностей долгое время оставалась эмпирически неподтвержденной, и после проведенных экспериментов Деннис пришел к выводу о необходимости расширения теории. В 1999 году Алан Р. Деннис и Джозеф С. Валасич использовали положения теории богатства медиавозможностей, расширив и эмпирически обосновав ее в своей теории синхронности медиа.
Коммуникация может быть синхронной или асинхронной. Что касается богатства возможностей средств связи, прослеживается определенная взаимосвязь с их синхронностью: чем сложнее, т.е. богаче по передаваемой информации канал связи, тем больше вероятность того, что он подходит для синхронной коммуникации. Синхронность при этом дает в первую очередь возможность получения своевременной обратной связи по переданному содержанию сообщения.